# Десять казнённых римлянами мудрецов

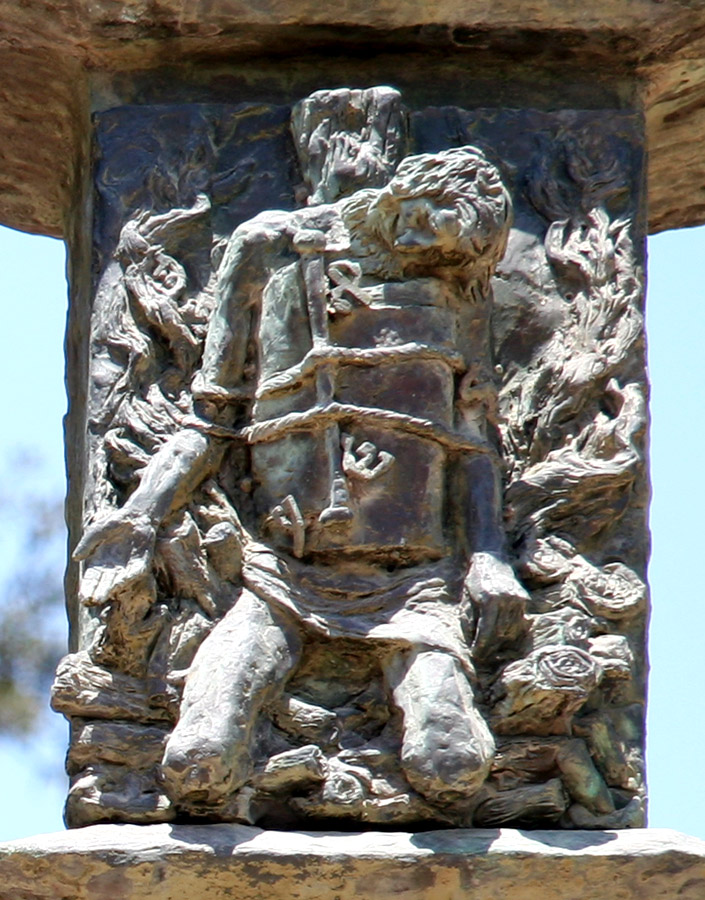
Рабби Ханина бен Терадион, один из десяти казнённых мудрецов

Десять казнённых римлянами мудрецов (ивр. עשרת הרוגי מלכות‎) — группа из десяти выдающихся еврейских мудрецов, которые были казнены с особой жестокостью римскими властями в период после разрушения Второго Храма за изучение Торы и соблюдение её заповедей.
Десять казнённых мудрецов являются для евреев символом стойкости и готовности к самопожертвованию.
Описание вынесения приговора и приведение его в исполнение содержится в пиюте «Этих вспомню я». Это поэтическое произведение включено в молитву «Мусаф» Йом-Кипура в общинах восточноевропейского еврейства и в молитвенный плач Девятого ава в общинах евреев-сефардов.

## Имена мудрецов
Список казнённых в разных источниках приводится с некоторыми вариациями.
Наиболее известный вариант:
- Раббан Шимон бен Гамлиэль ха-Закен
- Рабби Ишмаэль бен Элиша Первосвященник
- Рабби Акива бен Йосеф
- Рабби Ханина бен Традьон
- Рабби Йегуда бен Бава
- Рабби Хуцпит ха-Метургеман
- Рабби Йишвав ха-Софер
- Рабби Элиэзер бен Шамоа
- Рабби Йегуда бен Дама
- Рабби Ханина бен Хакинай

В других источниках имена в конце списка заменены на:
- Рабби Йегуда ха-Нахтом
- Рабби Шимон бен Азай
- Рабби Тарфон
- Рабби Йоси
- Рабби Элиэзер бен Харсом

## Предание
Согласно преданию, как-то раз римский император Адриан решил прочитать Пятикнижие. Когда он дошёл до слов: «И тот, кто похитит человека и продаст его… смерти предан будет» (книга Шмот, глава Мишпатим, 21:16), то вспомнил, что ранее (книга Берешит, глава Ваешев, 37) рассказывалось о том, как десять сыновей Яакова продали своего брата Йосефа и не были наказаны за это.
Несмотря на то, что потомки не могут быть наказаны за своих предков, и несмотря на то, что с момента продажи прошло к тому времени уже около двух тысяч лет, император решил, что десять еврейских мудрецов должны искупить это старинное преступление.
Среди осуждённых на гибель мудрецов был первосвященник Иерусалимского Храма рабби Ишмаэль бен Элиша, который умел произносить непроизносимое имя Всевышнего (Тетраграмматон). По просьбе своих товарищей он воспользовался этим именем и поднялся в духовные миры, где ему сообщили, что мученическая смерть десяти мудрецов предопределена свыше.

## История
Десять упомянутых выше мудрецов не были убиты одновременно. Казни были разделены во времени годами и, даже, десятками лет.
Р. Шимон бен Гамлиэль был убит во время разрушения Второго Храма. Казнь р. Акивы произошла через 60 лет. Некоторые из упомянутых в списке мудрецов погибли ещё на несколько лет позднее.
После разрушения Второго Храма римляне проводили политику духовного порабощения покоренных ими народов. Были введены законы, запрещающие евреям изучать Тору и соблюдать некоторые основополагающие заповеди. Несмотря на запреты, еврейская духовная жизнь и передача знаний продолжалась. Преследованиям со стороны римлян подвергались прежде всего мудрецы — учителя еврейского народа.

## Мудрецы
Рабби Шимон бен Гамлиель (первый или хаЗакен) был потомственным руководителем Сангедрина в последние два десятилетия перед разрушением Второго Храма. Его отец (р. Гамлиель аЗакен), дед (р. Шимон бен Гиллель) и прадед (р. Гиллель аЗакен) также возглавляли Сангедрин. Возглавлял правительство восставших во время Первой Иудейской войны.
Рабби Ишмаэль бен Элиша Коэн Гадоль — один из ведущих таннаим первого поколения. Происходил из семьи первосвященников. По некоторым мнениям он сам был первосвященником в конце периода существования Второго Храма.
Рабби Акива — один из самых значительных мудрецов в еврейской истории. Только благодаря его деятельности сохранилась Устная Тора, впоследствии записанная в виде Мишны и Гемары. До 40 лет был неграмотным пастухом. Сорок лет учился сам и сорок лет обучал других. Среди его учеников такие известные личности, как рабби Шимон бар Йохай, рабби Меир и другие. Был духовным предводителем антиримского восстания Бар-Кохбы. Казнен римлянами в возрасте 120 лет.
Рабби Ханина бен Тардион — возглавлял йешиву в городе Сихни в Галилее. Продолжал обучать Торе в те времена, когда это было запрещено римлянами. Отец Брурии — женщины, известной своей мудростью. Был известен своей честностью в денежных вопросах и никогда никого не обидел словом.
Рабби Йеуда бен Бава — один из величайших мудрецов йешивы в Явнэ, про которого сказано, что «все поступки совершались им во имя Небес». Он продолжил обучать Торе и давать смиху (посвящать учеников, присуждая им звание раввина), несмотря на запрет императора Адриана.
Римляне объявили, что будут казнены и тот, кто дает смиху, и тот, кто посвящается в раввины, а город, в котором произойдет посвящение, будет разрушен. "И тогда р. Йеуда бен Бава, посвятил в раввины пятерых учеников между двумя городами, Уша и Шфарам, Когда римляне их обнаружили, р. Йеуда бен Бава приказал ученикам бежать. Римляне казнили его на этом месте, «вонзив в него 300 железных пик». Он погиб в возрасте 70 лет.

## Казни (согласно мидрашу «Этих вспомню я»)
Рабби Шимон бен Гамлиель и рабби Ишмаэль бен Элиша  были убиты первыми.
Когда должны были привести в исполнение первый смертный приговор, возник спор между осуждёнными мудрецами, кому надлежит погибнуть первым. Рабби Шимон бен Гамлиель сказал, что он готов быть убитым в первую очередь, потому что он руководитель Сангедрина и сын руководителя Сангедрина. Рабби Ишмаэль бен Элиша возразил ему, что он должен погибнуть первым как первосвященник и сын первосвященника. Было решено бросить жребий, который пал на рабби Шимона бен Гамлиэля.
Когда, по приказу Императора, рабби Шимону отрубили голову, горько оплакивал его рабби Ишмаэль. «Почему ты плачешь о нём? Ты должен плакать о себе, ведь тебе уготована такая же участь», — удивился Император. «Я, действительно, плачу о себе. Я понял, что мой товарищ превзошел меня в знании и мудрости и удостоился продолжить учение в духовных мирах раньше меня», — ответил ему рабби Ишмаэль.
Рабби Ишмаэль бен Элиша был необыкновенно красив. Дочь римского императора увидела его через окно и попросила отца сохранить ему жизнь. Император отказал ей в этом, и тогда его жестокая дочь предложила содрать кожу с лица р. Ишмаэля, чтобы любоваться его красотой и после его смерти.
Рабби Акиву терзали во время казни железными гребнями. Он умер, произнося слова Торы: «Б-г верен, не совершает беззакония, он справедлив и праведен» («Дварим», 32:4).
Рабби Ханина бен Тардион был арестован римскими властями, когда он обучал Торе. Император приказал сжечь его, завернув в свиток Торы. «Что ты видишь?» — спросили его ученики. «Пергамент сгорает, а буквы улетают в небеса», — ответил он и заплакал. «Почему ты плачешь?» — спросили его. «Я плачу о том, что святая Тора сгорает вместе со мной». Услышал палач его слова и спросил: «Рабби, если я сокращу твои страдания, то удостоюсь ли я будущего мира?» «Да», — ответил рабби Ханина. Увеличил палач огонь, умер рабби Ханина, а палач бросился в огонь и тоже сгорел.
Рабби Йеуда бен Бава должен был быть казнён перед наступлением Субботы. Он просил палачей немного подождать, чтобы успеть выполнить при жизни ещё одну заповедь Б-га — освятить наступающую Субботу. Его жизнь оборвалась, когда он произносил последние слова молитвы.
Рабби Йегуда бен Дама должен был быть казнён накануне Шавуота — праздника дарования Торы. Спросил его император: «Что ты получишь за свою Тору?» — «Вознаграждение для праведных скрыто в будущем мире», — ответил ему рабби Йегуда. «Нет на свете больше таких глупцов, как вы, которые верят в будущий мир», — сказал Император. «Нет на свете больше таких глупцов как вы, которые отвергают Б-га жизни. Вы увидете ещё нас среди б-жественного света, а сами попадёте на последнюю ступень ада», — отозвался рабби Йегуда. Услышав это, император пришёл в ярость, приказал привязать его за волосы к хвосту лошади и так таскать по улицам Рима, а потом разрезать его тело на кусочки.